# Verwaltungsgemeinschaft Nünchritz
Die Verwaltungsgemeinschaft Nünchritz ist eine Verwaltungsgemeinschaft im Freistaat Sachsen im Landkreis Meißen. Sie liegt im Osten des Landkreises, zirka 5 km östlich von Riesa und 10 km westlich der Stadt Großenhain. Das Gemeinschaftsgebiet liegt in den Elbauen am Rande der Großenhainer Pflege und wird im Westen von der Elbe begrenzt. Die Bundesstraße 98 durchquert bei Glaubitz das Gemeinschaftsgebiet und die Bahnstrecke Leipzig–Dresden bei Nünchritz. In Diesbar-Seußlitz enden die Sächsische Weinstraße und auch das Meißner Weinanbaugebiet.

## Die Gemeinden mit ihren Ortsteilen
- Nünchritz mit den Ortsteilen Nünchritz, Grödel, Zschaiten, Roda, Weißig, Diesbar-Seußlitz, Merschwitz, Leckwitz, Neuseußlitz, Naundörfchen und Goltzscha
- Glaubitz mit den Ortsteilen Glaubitz, Marksiedlitz und Radewitz